# Біда біду тягне (фільм, 1996)
Біда біду тягне (англ. Flirting with Disaster) — американський художній фільм 1996 року режисера Девіда Рассела. Кінострічка була показана поза конкурсом у секції спеціальних показів на Каннському кінофестивалі 1996 року.

## Сюжет
Герой фільму Мел Коплін (Бен Стиллер), що став щасливим батьком чотиримісячного сина, живе в Нью-Йорку, разом зі своєю дружиною Ненсі Мел (Патриція Аркетт) намагається підібрати правильне ім'я для дитини, але приходить до висновку, що зробити цього, не знаючи свого коріння, буде неправильно. Мела колись усиновили, і він вирішує знайти своїх справжніх біологічних батьків. Мел звертається за допомогою до співробітниці агентства з усиновлення Тіни (Теа Леоні), яка досліджує архіви і знаходить ім'я передбачуваної матері Мела. Разом з дружиною Ненсі, новонародженим сином і Тіною, Мел подорожує по країні, шукаючи своїх справжніх біологічних батьків.

## Ролі виконують
- Бен Стиллер — Мел Коплін
- Патриція Аркетт — Ненсі Коплін, дружина Мела
- Теа Леоні — Тіна, агентка з усиновлення
- Алан Алда — Річард Шліхтінг, біологічний батько Мела
- Лілі Томлін — Мері Шліхтінг, біологічна мати Мела
- Мері Тайлер Мур — Перл Коплін, прийомна мати Мела
- Джордж Сігал — Ед Коплін, прийомний батько Мела
- Ґленн Фіцджеральд — Лонні Шліхтінг, брат Мела
- Джош Бролін — Тоні Кент, агент АТФ
- Річард Дженкінс — Пол Гармон, агент АТФ
- Девід Патрік Келлі — Фріц Бодро
- Селія Вестон[en] — Валері Суоні

## Нагороди
- 1997 Премія товариства Хлотрудіс для незалежних фільмів[en] (США):
  - найкращій акторці другого плану — Мері Тайлер Мур